# معصرة قنيبي الأثرية للسمسم
معصرة قنيبي هي من المعالم الأثرية التي تتعلق بالحرف التقليدية في البلدة القديمة في مدينة الخليل، وهي معصرة بدائية كانت تستخدم لاستخراج زيت السمسم ومشتقاته باستخدام وسائل يدوية، ويعود تاريخ إنشاء المعصرة إلى العهد المملوكي قبل أكثر من 700-800 عام، كان زيت السمسم هو العنصر الأساسي في استخدامات الطعام في تلك الفترة،  واستمر العمل فيها حتى سبعينيات العام الماضي حتى توقفت عن العمل بسبب التحول من المعاصر التقليدية الى المعاصر المتطورة حيث حلت محلها المعاصر التي تعمل على المولدات الكهربائية، وكذلك بسبب ظهور الزيوت المهدرجة.

## الوصف
تحتوي المعصرة على الفرن الحجري الذي كان يستخدم في تحميص السمسم، والطاحونة الحجرية التي تتكون من حجرين كبيرين وكانت تستخدم الجمال لعملية الطحن بسبب صعوبة دوران الحجر والحاجة إإلى قوة كبيرة، وذلك عن طريق حبال مترابطة بالطاحونة، بالإضافة إلى الأحواض الحجرية والأواني الفخارية التي تستخدم في مراحل عملية عصر السمسم.

## الترميم
أعيد ترميم المعصرة من قبل لجنة إعمار الخليل عام 2014، حيث أجرت لجنة الإعمار عمليات ترميم واسعة لإزالة الردم، وتم فتحها أمام الزائرين والسياح من أجل المجافظة على المباني التراثية وتنشيط الحركة في البلدة القديمة، كذلك من أجل التعريف بالحرف اليدوية القديمة وكيف أثرت عليها أدوات التطور التكنولوجي.

## مراحل عصر السمسم يدوياً
في البداية يُغسل السمسم وذلك بنقعه في الأحواض الحجرية بالملح والماء، ثم يُجفف، وبعد ذلك يتم تحميصه داخل الفرن بدرجة حرارة عالية، وبعد تحميصه يُطحن السمسم بواسطة المطحنة الحجرية، ثم يُهرس لاستخراج الزيت منه الذي يستخدم في الطعام وصناعة الحلويات، كذلك يستخدم في علاج بعض الأمراض ومفيد للبشرة.

## معرض الصور

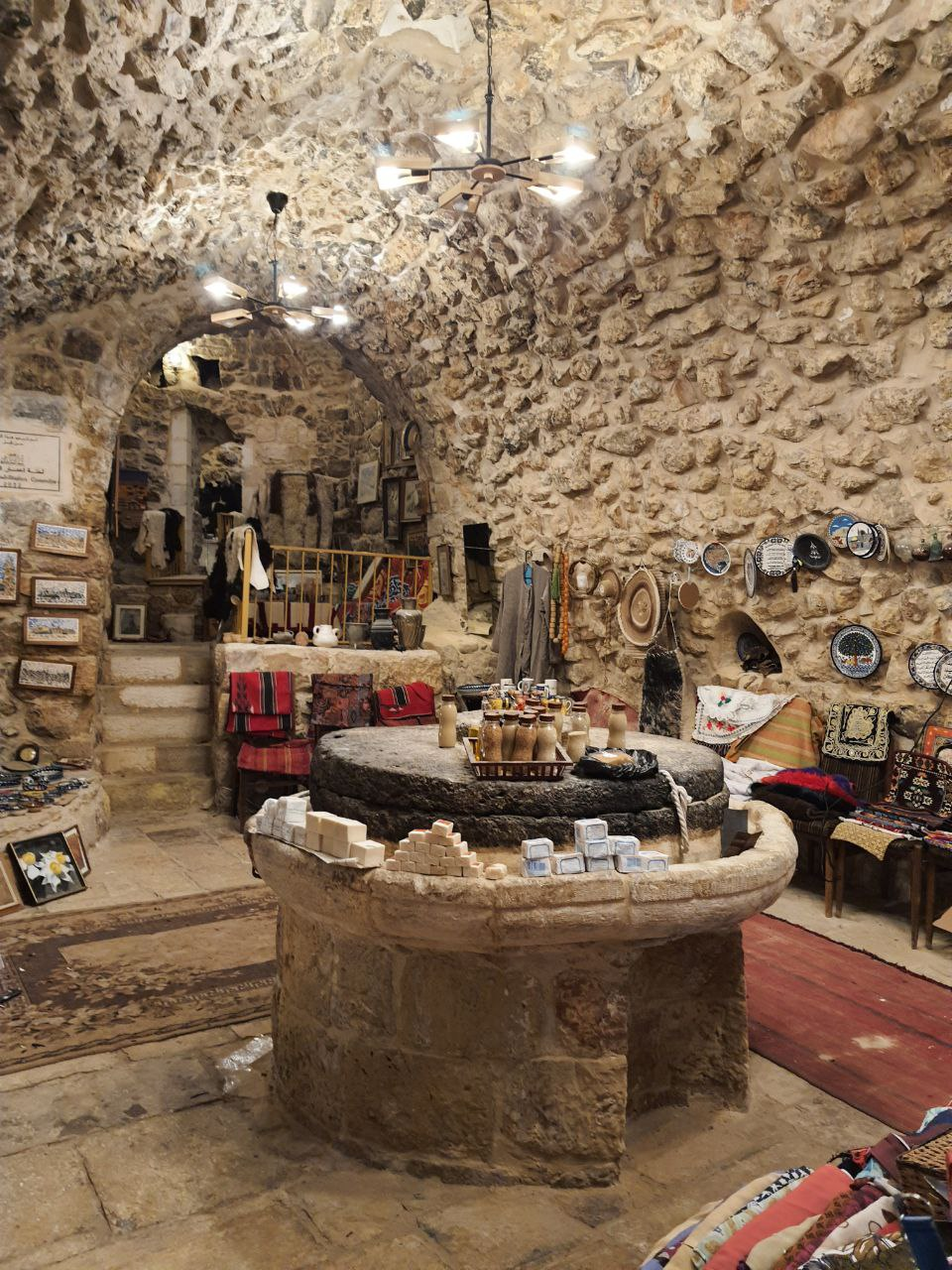
صورة من داخل المعصرة بعد ترميمها وتظهر الطاحونة الحجرية في المنتصف
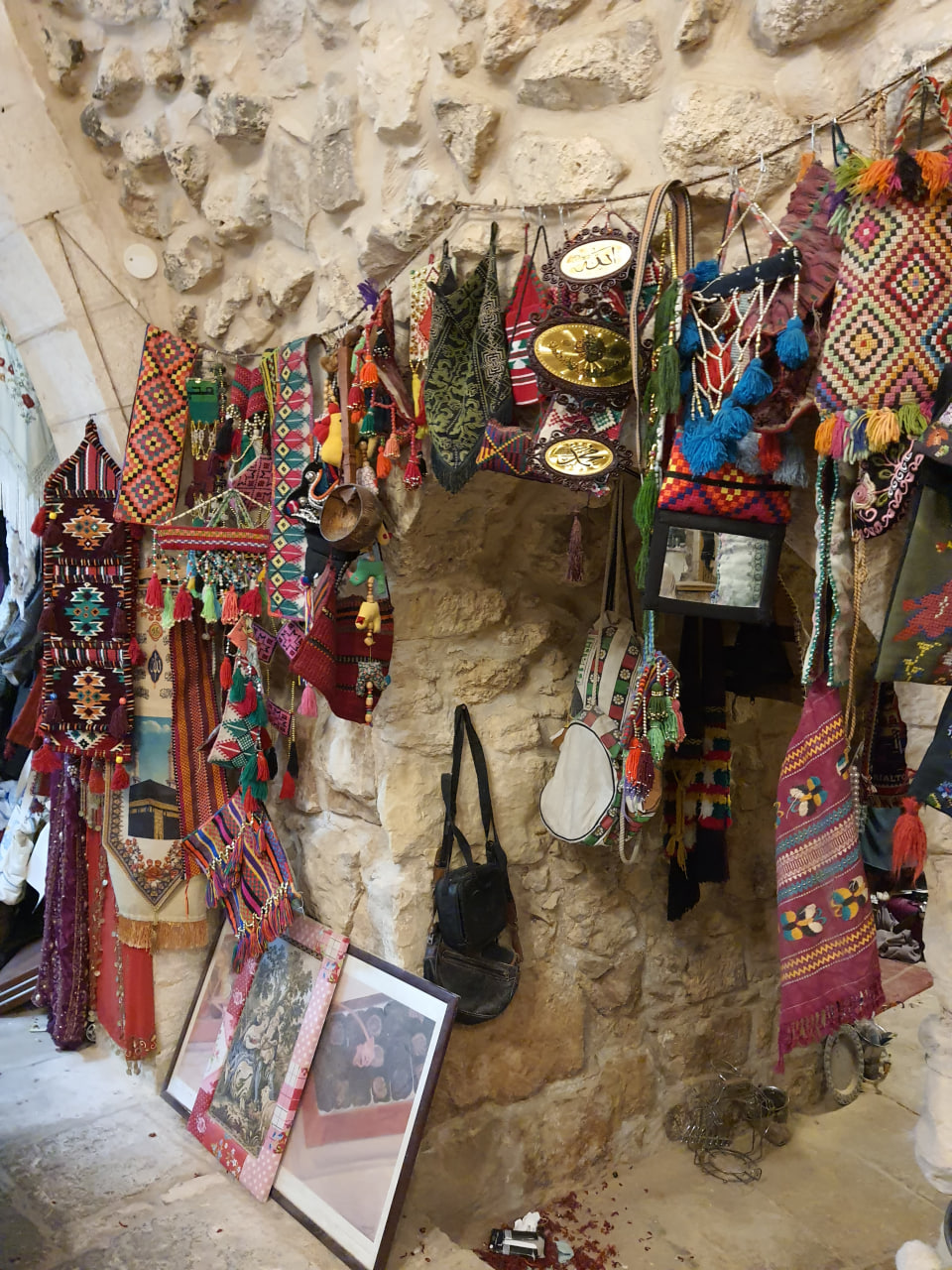
معروضات تراثية تقليدية داخل معصرة قنيبي
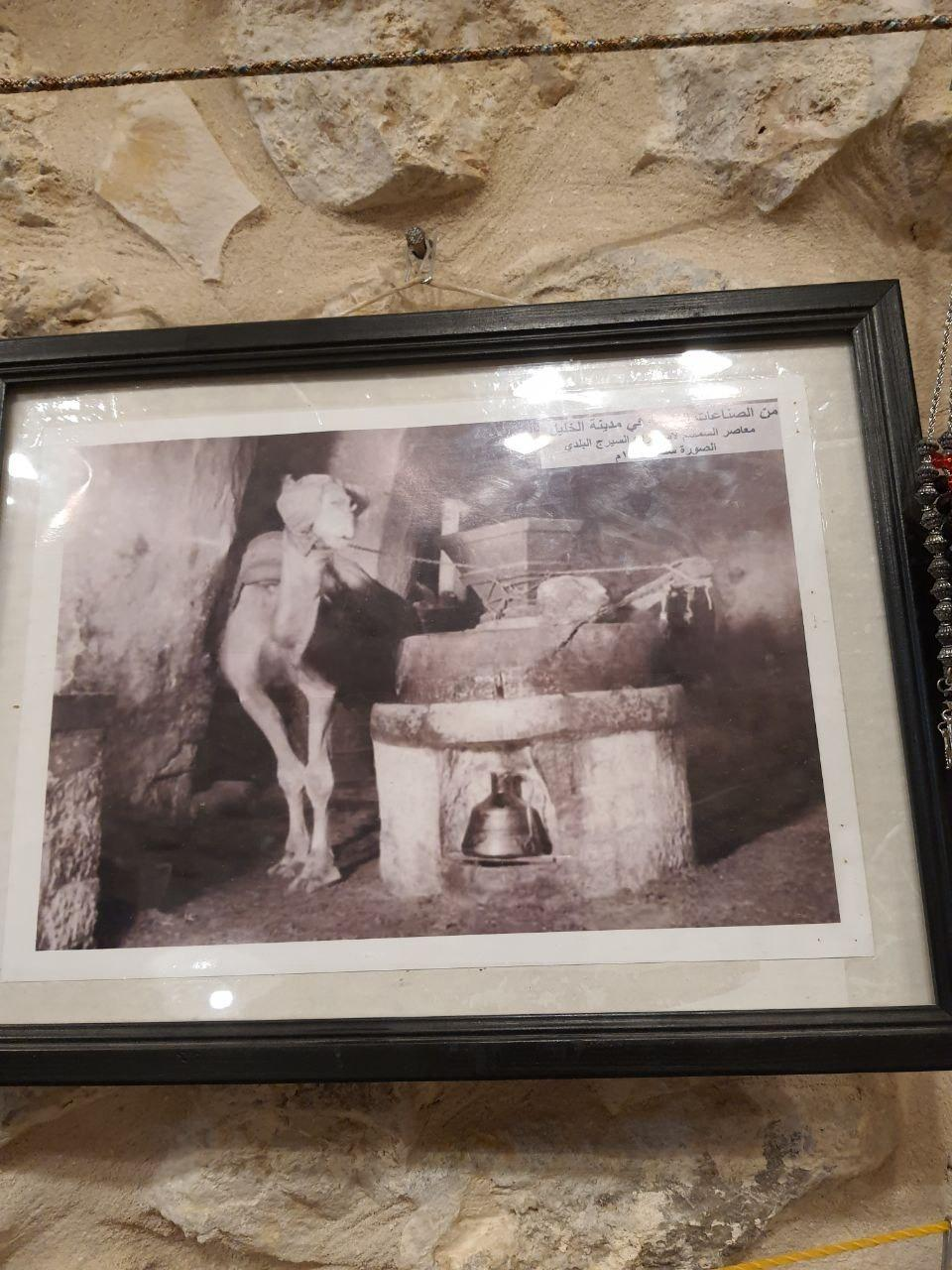
صورة قديمة للطاحونة الحجرية التي تستخدم الجمال لدورانها
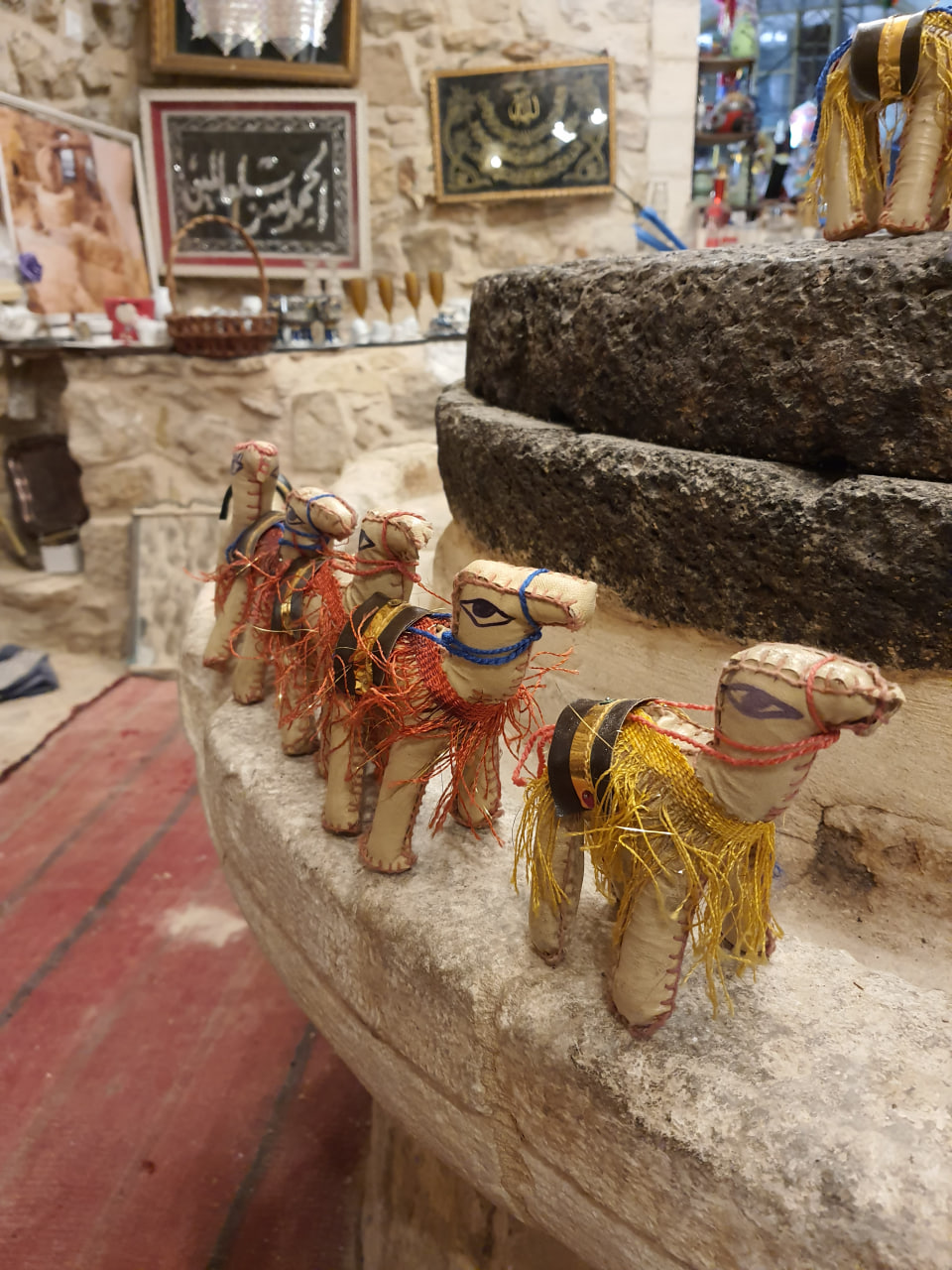
بعض المعروضات في المعصرة وهي للجمال التي كانت تستخدم لدوران الطاحونة